# 조슈아 러시
조슈아 러시(영어: Joshua Rush, 2001년 12월 14일 ~ )는 미국의 배우이다. 디즈니 채널 TV 시트콤 《앤디 맥》에 출연한다.

## 출연 작품
- 섹스, 데스 앤 볼링 (2015)
- 브레이크 포인트 (2014)
- 천재강아지 미스터 피바디 (2014)
- 세이빙 링컨 (2013)
- 그들만의 부모 가이드 (2013)
- 비욘드 더 블랙보드 (2011)
- 파퍼씨네 펭귄들 (2011)
- 라모너 앤 비저스 (2010)
- 윔피 키드 (2010)
- 척 (2007)
- 히어로즈 (2006)
- 고스트 앤 크라임 (2005)